# 김준홍 (축구 선수)
김준홍(金峻弘, 2003년 6월 3일~)은 대한민국의 축구 선수로 현재 미국 메이저 리그 사커의 DC 유나이티드에서 골키퍼로 활동하고 있다.

## 어린 시절
2003년 6월 3일 전라북도 전주시 출생으로 아버지 김이섭의 커리어에 따라 인천에서 자라왔고 초등학교 4학년 때이던 2013년 인천 유나이티드 U-12팀에 입단하여 1년간 축구를 하다가 1년간 일반 학생으로 지냈다.
그러다가 중학교 2학년 때 엘리트 축구계로 전학을 준비하던 중 당시 골키퍼가 부족했던 김제 동국대학교 사범대학 부속 금산중학교로 전학을 간 이후 금석배, U-15 챔피언십, 중등 주말 리그 등 각종 대회에서 골키퍼상을 휩쓸며 연령대 최고 수문장이라는 찬사를 받았으며 2019년 전주영생고등학교로 진학한 뒤 3학년 때이던 2021년에는 팀의 주장을 맡기도 했다.

## 구단 경력

### 전북 현대 모터스
전주영생고 3학년 때이던 2021년 여름 영생고 2년 선배인 김정훈의 군 입대로 인한 공백을 메꾸기 위해 전북 현대 모터스와 준프로 계약을 체결한 후 수원 FC와의 2021년 K리그1 28라운드 경기에서 후반 41분 교체 투입을 통해 프로 데뷔전을 치러 이 경기에서 팀의 실점 위기를 막아내면서 성장 가능성을 높였다.

### 김천 상무
2022 시즌 종료 후 김천 상무에 합격하여 2023년 1월 16일 입대 신고를 했으며 41번의 등번호를 배정받았다.

### DC 유나이티드
2025년 1월 10일 DC 유나이티드에 입단하여 한국인 골키퍼 최초로 MLS에 진출하였고, 권정혁에 이어 두번째로 비아시아 리그로 진출하였다.

## 국가대표팀 경력

### 대한민국 U-17
대한민국 U-17 대표팀 소속으로 브라질에서 열린 2019년 FIFA U-17 월드컵 본선 엔트리에 합류하여 팀의 8강 진출에 큰 힘을 보탰으나 주전 골키퍼 신송훈에 밀려 1경기도 출전 기회를 부여받지 못했다.

### 대한민국 U-20
2022년 U-20 대표팀에 첫 발탁된 이후 이듬해 우즈베키스탄에서 열린 2023년 AFC U-20 아시안컵 본선에 출전하여 5경기 1실점의 철벽 방어로 팀의 준결승 진출 및 통산 16번째 U-20 월드컵 본선 진출을 이끌었지만 준결승에서 홈팀 우즈베키스탄과 승부차기까지 가는 접전 끝에 1-3으로 패하면서 11년만의 U-20 아시안컵 우승은 좌절되고 말았다.
그리고 2023년 FIFA U-20 월드컵 본선 엔트리 합류 후 7경기 중 경고 누적으로 출전을 못한 감비아전을 제외한 6경기에 모두 선발로 출전하여 비록 10골을 헌납하는 아쉬운 모습을 보이기도 했지만 U-20 월드컵 통산 3번째 준결승 진출이자 FIFA 주관 남자 대회 통산 5번째 준결승 진출에 기여했다.

### 대한민국 A대표팀
2023년 8월 28일 발표된 웨일스, 사우디아라비아와의 유럽 2연전 친선 경기 명단에 발탁되면서 생애 첫 A대표팀에 합류했다.

## 수상 및 주요 성적

### 클럽
전북 현대 모터스
- K리그1 : 우승 (2021), 준우승 (2022)
- FA컵 : 우승 (2022)

김천 상무
- K리그2 : 우승 (2023)

### 국가대표팀
대한민국 U-20
- FIFA U-20 월드컵 : 4위 (2023)

## 참고 자료
- '리틀 거미손' 김준홍, 군인정신으로 골문을 사수하라